# 髙梨信芳
髙梨 信芳（たかなし のぶよし）は、日本の実業家であり、高梨乳業株式会社の代表取締役社長。神奈川県横浜市出身。同社創業者・髙梨芳郎の孫であり、父・髙梨昌芳の後を継いで2001年に社長に就任した。日本乳業協会常任理事など乳製品業界における同社の発展に寄与している。